# Alphonse Mias
 (février 2022).
Si vous disposez d'ouvrages ou d'articles de référence ou si vous connaissez des sites web de qualité traitant du thème abordé ici, merci de compléter l'article en donnant les références utiles à sa vérifiabilité et en les liant à la section « Notes et références ».
Alphonse Mias (en catalan : Alfons Miàs), né à Palalda (Pyrénées-Orientales) en 1903 et mort à Barcelone (Catalogne, Espagne) en 1950, est un homme politique et écrivain français.

## Biographie
Idéologue, il est considéré comme le père fondateur du catalanisme nord-catalan moderne. Il dédia sa vie à la défense et à la promotion de la langue et la culture catalanes et lutta pour l'unité politique de la Catalogne. Il est également l'inventeur du terme Catalogne du Nord (Catalunya del nord) pour désigner les territoires catalans de France. D'abord proche des idées du mouvement d'extrême droite l'Action française, il se convertit dès 1930 au catalanisme après avoir épousé une jeune Barcelonaise. Ses convictions pro-catalanes furent rapidement diffusées dans la presse locale, notamment le Courrier de Céret.
Miàs fut également un pédagogue par le biais de ses cours publics et gratuits de catalan, à une époque où la langue était interdite, qu'il donna en 1933 à Amélie-les-Bains-Palalda, mais aussi grâce à ses ouvrages : Histoire résumée de la Catalogne française en 1933 et Roussillonnais sauve ta langue, il est encore temps en 1935, deux livres pan-catalanistes qui tentaient de démythifier l'histoire officielle française que les roussillonnais apprenaient à l'école et défendre l'unité linguistique et culturelle des territoires de langue catalane. Il fut d'ailleurs un fervent défenseur de l'application des normes linguistiques unitaires de l'Institut d'Estudis Catalans (Académie de la Langue Catalane).
En 1936 il fonde le premier mouvement catalaniste en Catalogne du Nord, la « Joventut Catalanista de Rosselló, Conflent, Vallespir, Cerdanya i Capcir ». Simultanément il crée et devient rédacteur en chef de la revue Nostra Terra, qui réunit de jeunes intellectuels nord-catalans comme Abdon Poggi, Jean Amade, Louis Bassede, Roger Grau, Joseph-Sébastien Pons, Henri Guiter ou Pierre Ponsich. Cette publication aura plus de mille abonnés et trois ans de vie.
Durant la fin des années 1930 et le début des années 1940 il exerce comme secrétaire de mairie de Palalda puis d'Amélie-les-Bains. Bon connaisseur de la langue occitane, il adhère à l'idéal de communauté de destin catalano-occitane en écrivant à la revue Occitània et en devenant mainteneur du Felibritge de Catalogne.
Pendant la Seconde Guerre mondiale, il dénonce des personnes en possession de fausses cartes d'identité, des juifs et des résistants qui seront ensuite déportées[réf. nécessaire]. Il est contraint de s'exiler à Barcelone, dans l'Espagne franquiste.  En 1950, il meurt à Barcelone.
Citations
« Tout bon Catalan doit être un catalaniste et tout catalaniste doit être un apôtre. » in Roussillonnais sauve ta langue, il est encore temps, 1935.
« Toi, père de famille, pourquoi pousses-tu ton orgueil insensé jusqu'à interdire à ton fils de parler la langue des aïeux ?
Toi, instituteur, à qui on confie tant d'enfants, pourquoi ne les inities-tu pas à la langue vernaculaire ?
Toi, législateur, pourquoi as-tu détruit les Frances naturelles, les patries de France, pour en faire une seule France artificielle, reposant sur une base d'orgueil ?
Ne sais-tu pas que tous ceux qui s'élèvent seront abaissés ?
Toi, prêtre, pourquoi ne prêches-tu plus en catalan ?
Toi, Roussillonnais, quel que soit ton âge, pourquoi dédaignes-tu ce qui t'appartient et envies-tu ce qui te vient de l’Étranger ? »
in Roussillonnais sauve ta langue, il est encore temps, 1935.

## Divers
Le Cercle Alfons Mias à  Saint-Génis-des-Fontaines se situe dans le prolongement du pan-catalanisme de Mias. Le site web de cette association porte d'ailleurs le nom significatif de PPCC WEB. La présidence de cette association spécialisée dans la micro-édition est assurée par l'écrivain Joan-Pere Pujol.
En 2021, une habitante d'Argelès-sur-Mer déclenche une polémique, choquée qu'une rue de cette commune, nommée en son honneur, porte le nom d'un « antisémite reconnu ».